# Homo erectus (film)
Ne doit pas être confondu avec Homo erectus.
Pour plus de détails, voir Fiche technique et Distribution.
Homo erectus est une comédie américaine écrite et réalisée par Adam Rifkin et sortie en 2007. 

## Synopsis
Un individu des cavernes, qui peine à faire comprendre sa philosophie à ses congénères, tente de séduire une belle jeune femme, qui lui préfère son frère.

## Fiche technique
- Titre : Homo erectus
- Réalisation : Adam Rifkin
- Scénario : Adam Rifkin
- Musique : Alex Wurman
- Photographie : Scott Billups
- Montage : Martin Apelbaum
- Production : Carolyn Pfeiffer et Brad Wyman
- Société de production : Burnt Orange Productions et National Lampoon
- Société de distribution : National Lampoon (États-Unis)
- Pays :  États-Unis
- Genre : Action, comédie dramatique et romance
- Durée : 88 minutes
- Dates de sortie : 
  -  États-Unis : janvier 2007 (Slamdance Film Festival)

## Distribution
- Adam Rifkin : Ishbo
  - Cole McKeel (VF : Gabriel Bismuth-Bienaimé) : Ishbo à 12 ans
- Ali Larter (VF : Caroline Maillard) : Fardart
  - Courtney Herron : Fardart à 12 ans
- Hayes MacArthur : Thudnik
  - Nick Krause : Thudnik jeune
- David Carradine : Mookoo / Oncle Unky
- Talia Shire : Mère d'Ishbo
- Carol Alt : Reine Fallopia
- Gary Busey : Krutz
- Miles Dougal : Zog
- Giuseppe Andrews : Zig
- Ron Jeremy : Oog
- Tom Hodges (en) : Bork
- Gregory Robert Dean : Krot
- Whitney Heard : Ugna
- Caitlin Wehrle : Vixette
- Kat Smith : Ovaria
- Jilina Scott : Estrogena
- Lin Shaye : La guide du musée
- Bill Tyree : Vieux fou
- Jonna Rose Turnbull : Une amazone
- Raquel C. Rischard : Une amazone
- Kansas Carradine : Femme des cavernes enceinte
- Derek Southers : Le chef
- Sasha Grey : Cavegirl (non créditée)